# Алмада (район)
Алмада (порт. Almada) — район (фрегезия) в Португалии, входит в округ Сетубал. Является составной частью муниципалитета Алмада. Находится в составе крупной городской агломерации Большой Лиссабон. По старому административному делению входил в провинцию Эштремадура. Входит в экономико-статистический субрегион Полуостров Сетубал, который входит в Лиссабонский регион. Население составляет 19 514 человека на 2001 год. Занимает площадь 1,42 км².
Покровителем района считается Святой Иоанн (порт. S.João).